# Dorothea Devrient

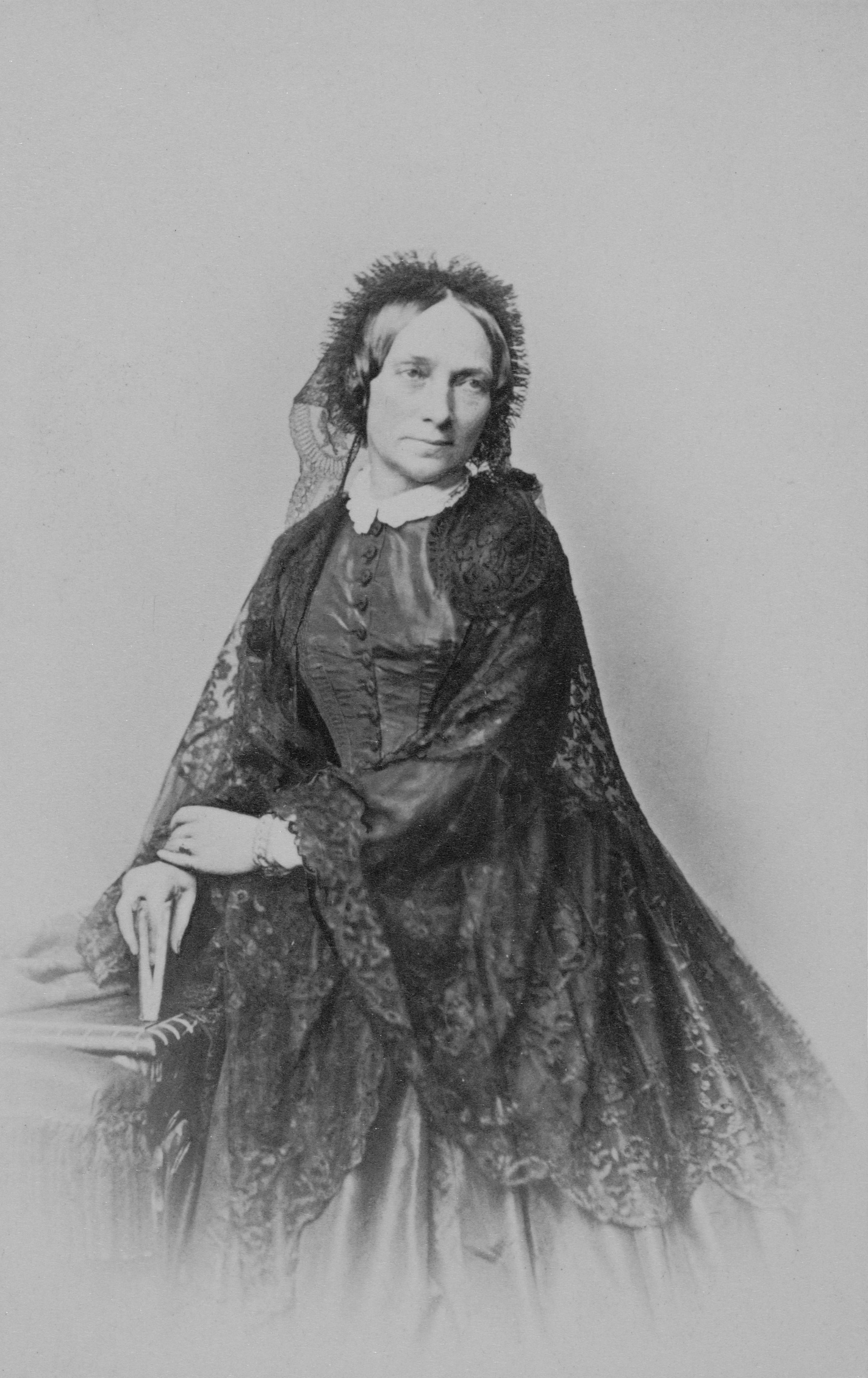
Doris Devrient (Hanns Hanfstaengl, um 1860)

Dorothea Devrient, auch Doris Devrient, geborene Doris Böhler, (20. Februar 1804 in Kassel – 29. Mai 1882 in Blasewitz) war eine deutsche Theaterschauspielerin und Sängerin (Sopran).

## Leben
Doris Böhler war die Tochter des Juristen und Schauspielers Wilhelm Böhler und der Schauspielerin Julia Böhler. Der frühe Tod ihres Vaters veranlasste ihre Mutter sowie ihre Schwester 1816 ein Engagement am Ständischen Theater in Prag anzunehmen. Dort trat sie bereits in Kinderrollen auf.
Zusammen mit ihrer älteren Schwester Karoline Christine Böhler, die später Eduard Franz Genast heiratete, kamen sie 1818 an das Stadttheater in Leipzig, das damals unter der Leitung von Karl Theodor von Küstner stand. Auch hier spielte sie in Kinderrollen.
Nach und nach bildete sie sich zur naiven Liebhaberin aus, in diesem Fache brachte es sie bald zur Meisterschaft. 1828 verließ sie Leipzig mit ihrem Ehemann Gustav Emil Devrient und ging nach Hamburg. 1831 wurde sie an das Hoftheater Dresden berufen.
1842 verliebte sie sich in einen polnischen Kaufmann. Da Devrient in keine Scheidung einwilligte, erstattete sie Anzeige gegen sich als Ehebrecherin und musste dafür ins Gefängnis, es brachte ihr aber die Scheidung. Dieser Skandal beendete auch ihre Bühnenkarriere als Hofschauspielerin 1843. Wieder entlassen heiratete sie ihren Geliebten und ging mit ihm nach Polen. Auch diese Ehe scheiterte und sie kehrte nach Dresden zurück.
Devrient galt sowohl im Schauspiel als auch in der Oper als eine Soubrette allerersten Ranges.